# Papuagrion pandanicolum
Papuagrion pandanicolum là một loài chuồn chuồn kim trong họ Coenagrionidae.
Papuagrion pandanicolum được Lieftinck miêu tả khoa học năm 1949.